# Paray-Douaville
Paray-Douaville – miejscowość i gmina we Francji, w regionie Île-de-France, w departamencie Yvelines.
Według danych na rok 1990 gminę zamieszkiwało 131 osób, a gęstość zaludnienia wynosiła 13 osób/km² (wśród 1287 gmin regionu Île-de-France Paray-Douaville plasuje się na 1042. miejscu pod względem liczby ludności, natomiast pod względem powierzchni na miejscu 375.).